# Großbottwar
Großbottwar (pronunciación en alemán: /ɡʁoːsˈbɔtvaʁ/ⓘ) es una ciudad alemana perteneciente al distrito de Luisburgo de Baden-Wurtemberg.

## Localización
Se ubica al este de la carretera A81, a medio camino entre Luisburgo y Heilbronn.

## Historia
Se conoce la existencia de un pueblo en este lugar llamado Boteburon en el año 779, según un documento de la abadía de Fulda. Aquel pueblo perteneció al Ducado de Franconia. La actual ciudad de Großbottwar apareció en el siglo XIII en torno al pueblo original, siendo nombrada por primera vez como ciudad en 1279. Perteneció a varias familias nobles hasta que en 1357 fue comprada la ciudad por Everardo II de Wurtemberg. En 1971 se amplió el territorio de la ciudad al incorporar los hasta entonces municipios de Winzerhausen y Hof und Lembach.

## Demografía
A 31 de diciembre de 2015 tiene 8325 habitantes.